# Misumenoides parvus
Misumenoides parvus là một loài nhện trong họ Thomisidae.
Loài này thuộc chi Misumenoides. Misumenoides parvus được Eugen von Keyserling miêu tả năm 1880.